# Corrida de São Silvestre de 1935
A Corrida de São Silvestre de 1935 foi a 11ª edição da prova de rua, realizada no dia 31 de dezembro de 1935, no centro da cidade de São Paulo, a largada aconteceu as 23h45m, a prova foi de organização da Cásper Líbero.
O vencedor foi Nestor Gomes, do Club Athletico Paulistano com o tempo de 23m51s, o primeiro tricampeão da prova.

## Percurso
Da Avenida Paulista, esquina da Av. Angélica – Monumento do Olavo Bilac até o Clube de Regatas Tietê, com 7.600 metros.
- Participantes:  3.472 atletas
- Chegada: 619 atletas atravessaram a linha de chegada 10 minutos após a passagem do campeão.[3]

## Resultados

#### Masculino
- 1º Nestor Gomes (Brasil) - 23m51s